# Joseph d'Oultremont
Graaf Joseph-Antoine d'Oultremont de Wégimont et de Warfusée (Amay, 15 augustus 1877 - Tavier, 7 oktober 1942), ook Joë genaamd, was een Belgisch sportbestuurder en burgemeester.

## Biografie

### Familie
Joseph d'Oultremont was een telg uit het geslacht D'Oultremont. Hij was, naast drie dochters, de enige zoon van graaf Eugène d'Oultremont (1844-1889) en gravin Eugénie van den Steen de Jehay (1850-1932). Hij trouwde in 1904 in Eijsden met de Nederlandse gravin Isabelle de Geloes d'Eysden (1884-1960), dochter van graaf René de Geloes d'Eysden, kamerheer van de koning, burgemeester van Eijsden en lid van de Provinciale Staten van Limburg. Ze kregen drie zoons en een dochter.
- Étienne d'Oultremont (1905-1968), trouwde in 1935 in Brussel met gravin Jacqueline de Lalaing (1910-2006). Ze kregen vijf dochters, met afstammelingen tot heden.
- Marc d'Oultremont (1909-1998), bleef vrijgezel.
- Antoine d'Oultremont (1911-1940), gesneuveld in Wervik op 26 mei 1940.
- Alix d'Oultremont (1915-1968, trouwde in 1943 in Tavier met baron Édouard Ullens de Schooten Whettnall (1898-1991), ambassadeur, zoon van jhr. Charles Ullens, advocaat, provincieraadslid van Antwerpen, volksvertegenwoordiger en gemeenteraadslid van Schoten. Ze kregen twee zoons en twee dochters, onder wie baron Guy Ullens de Schooten Whettnall.

Bij gebrek aan mannelijke naamdragers doofde de familietak uit. De jongste dochter van Étienne d'Oultremont trouwde met Humbert de Marnix de Sainte-Aldegonde, bewoner van Kasteel de Marnix (Overijse) en coauteur van de voorlaatste cyclus van de État présent de la noblesse belge.

### Levensloop
D'Oultremont studeerde aan het Ste Augustin's College in Ramsgate in Engeland en vervolgens aan het College van Melle. In zijn jeugd voetbalde hij, eerst op school, vanaf 1895 tot 1898 bij de Léopold FC, en speelde cricket.
Naast burgemeester van de kleine gemeente Tavier, interesseerde d'Oultremont zich vooral voor sportorganisaties.
In 1912-1913 was hij voorzitter van de Koninklijke Belgische Hockey Bond. Hij was echter vooral geïnteresseerd in voetbalorganisaties.
In zijn jeugd speelde hij voetbal en in 1908 werd hij opgenomen in de selectiecommissie die de spelers aanduidde voor het Belgisch nationaal elftal.
Op zijn initiatief werd binnen de parochie van de Rozenkrans in Bressoux de voetbalclub L'Espoir de Bressoux gesticht, later de naam dragend van Seraing Royale Union Liégeoise (RUL Seraing) en sinds 2017 opgegaan in RAAL La Louvière.
Hij behoorde vele jaren tot de nationale leiding van de Koninklijke Belgische Voetbalbond en van 1924 tot 1929 was hij de tweede nationale voorzitter.